# Motorola Single Board Computers
A Motorola egykártyás számítógépek, vagy eredeti nyelven Motorola Single Board Computers a Motorola egy számítógép-termékvonala, amely a beágyazott rendszerekben való felhasználást célozza. Három eltérő sorozata van: az mvme68k, az mvmeppc és az mvme88k, amelyeket a beléjük épített processzortípusokra utaló jelöléssel láttak el; a Motorola saját, különböző architektúrájú processzoraival szereli ezeket. Az egykártyás számítógépek első változata 1988-ban jelent meg. A Motorola jelenleg is gyártja ezeket a gépeket, a legújabb modell az MVME3100.
NetBSD támogatás a következő modulcsaládokhoz van: MVME147, MVME162, MVME167, MVME172 és MVME177.
OpenBSD támogatás a következő kártyatípusokhoz van: MVME141, MVME165, MVME188 és MVME197 kártyák.
| Kártya    | CPU                           |
| --------- | ----------------------------- |
| MVME 110  | 68000                         |
| MVME 133  | 68020                         |
| MVME 141  | 68030                         |
| MVME 147  | 68030                         |
| MVME 162  | 68040                         |
| MVME 165  | 68040                         |
| MVME 167  | 68040                         |
| MVME 172  | 68060                         |
| MVME 177  | 68060                         |
| MVME 181  | 88000                         |
| MVME 187  | 88000                         |
| MVME 188  | 88000                         |
| MVME 197  | 88110                         |
| MVME 1603 | PowerPC 603                   |
| MVME 1604 | PowerPC 604                   |
| MVME 2301 | PowerPC 603                   |
| MVME 2305 | PowerPC 604                   |
| MVME 2700 | PowerPC G3                    |
| MVME 3100 | PowerPC MPC8540               |
| MVME 4100 | PowerPC MPC8548E              |
| MVME 5100 | PowerPC MPC750/MPC755/MPC7410 |
| MVME 5500 | PowerPC MPC7457               |
| MVME 6100 | PowerPC MPC7457               |
| MVME 7100 | PowerPC MPC864xD              |

## Fordítás
Ez a szócikk részben vagy egészben  a   Motorola Single Board Computers című angol Wikipédia-szócikk ezen változatának fordításán alapul.  Az eredeti cikk szerkesztőit annak laptörténete sorolja fel. Ez a jelzés csupán a megfogalmazás eredetét és a szerzői jogokat jelzi, nem szolgál a cikkben szereplő információk forrásmegjelöléseként.